# Selos postais da Federação da Rodésia e Niassalândia
A Federação da Rodésia e Niassalândia, foi um estado semi-independente situado na África setentrional, que existiu desde 1953 até ao final de 1963. Compreendia a colónia britânica da Rodésia do Sul (actual Zimbabwe), e os protetorados da Rodésia do Norte (actual Zâmbia) e Niassalândia (actual Malawi). A Federação terminou oficialmente a 31 de dezembro de 1963, quando a Rodésia do Norte e o Malawi obtiveram a sua independência. A Rodésia do Sul proclamou a sua independência unilateralmente, passando a chamar-se simplesmente Rodésia. Durante auqele período de dez anos, foram emitidos selos postais que continham a legenda "Rhodesia & Nyasaland".

## Primeiras emissões

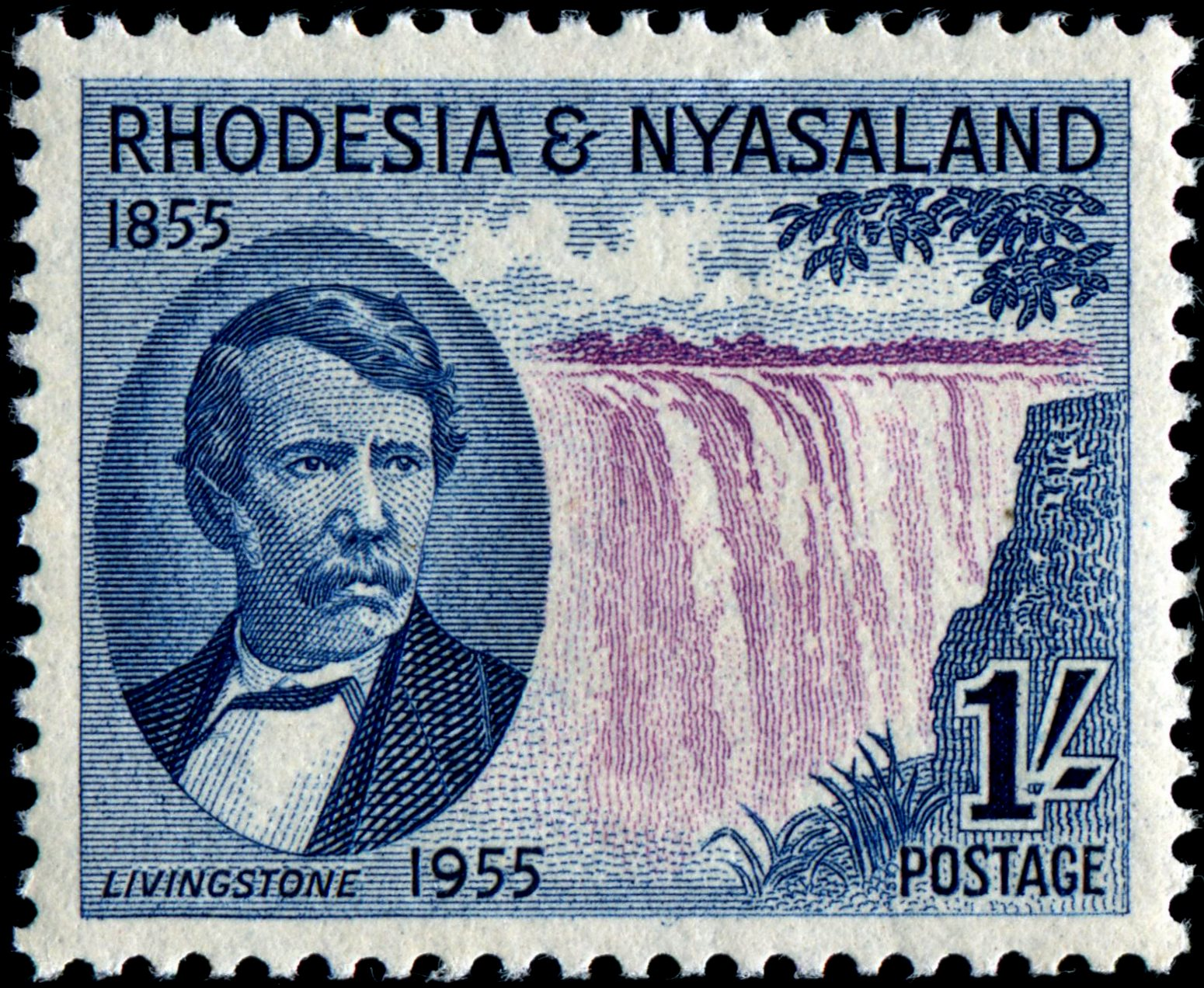
Selo de 1955, assinalando o centenário da descoberta das Cataratas Victoria, por David Livingstone.

A Federação emitiu os seus primeiros selos postais em 1954, todos com o retrato da Rainha Isabel II em três tipos de desenhos. A primeira dessas emissões era composta por 15 valores, desde 1/2 penny até 1 libra. Seguiu-se um par de selos comemorativos, em 1955, assinalando o centenário da descoberta das Cataratas Vitória por David Livingstone.
No seguimento da primeira emissão de 1954, foi lançado, em 1956, o selo com o valor de 2 1/2 pence para fazer face à nova tarifa do serviço interno postal.

## Outras emissões
Em 1959 surgiu uma nova série de 15 valores, ilustrados com indústrias e paisagens locais.
Seguiram-se mais seis emissões nos anos subsequentes:
- 17 de maio de 1960: Inauguração da barragem de Kariba, 6 valores.
- 8 de maio de 1961: Congresso mineiro e metalúrgico, 2 valores.
- 6 de fevereiro de 1962: 30º Aniversário do 1º serviço postal aéreo para Londres, 3 valores.
- 18 de fevereiro de 1963: Congresso Mundial do Tabaco, 4 valores.
- 6 de agosto de 1963: Centenário da Cruz Vermelha, 1 valor.
- A última série foi emitida em 11 de setembro de 1963, para comemorar o Encontro Mundial de Clubes de Jovens, com 2 valores.

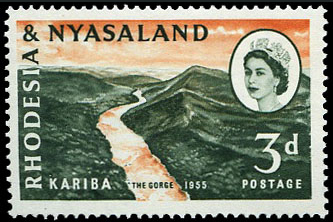
Selo de 1960, assinalando a inauguração da barragem de Kariba.